# Stanisław Zawadzki (architekt)
Stanisław Zawadzki (ur. 1743 w Warszawie, zm. 19 października 1806 tamże) – generał-major wojsk koronnych, od 1792 dowódca kompanii pontonierów, polski architekt doby klasycyzmu, architekt Komisji Edukacji Narodowej.

## Życiorys
Stanisław Zawadzki studiował w Akademii Świętego Łukasza w Rzymie, gdzie zetknął się z projektami Andrei Palladia. Po powrocie do kraju poświęcił się pracy dla wojska (dosłużył się stopnia generała-majora wojsk inżynieryjnych). Oskarżony przez swojego pomocnika i ucznia Hilarego Szpilowskiego o wadliwy projekt i nadużycia przy budowie koszar w twierdzy w Kamieńcu Podolskim, został zdymisjonowany z wojska (1783) i poświęcił się budownictwu cywilnemu. W czasie insurekcji kościuszkowskiej (1794) opracowywał plany obrony Warszawy.

## Projekty
- projekt pałacu w Dobrzycy
- Pałac w Śmiełowie
- Pałac w Lubostroniu
- projekt ratusza w Siedlcach
- przebudowa pałacu Ogińskich w Siedlcach
- przebudowa Koszar Mirowskich
- przebudowa Zamku Ujazdowskiego w Warszawie
- Koszary Artylerii Koronnej (Wołyńskie) w Warszawie
- przebudowa pałacu Raczyńskich w Warszawie (1787–1789)[3]
- Pałac Tyszkiewiczów w Warszawie (1786–1787)[3]
- Koszary w Kamieńcu Podolskim
- pałac dla Szczęsnego Potockiego w Tulczynie na Podolu (prawdopodobnie)
- kościół św. Tekli w Krzyżanowicach pod Pińczowem
- kościół św. Michała Archanioła w Nowym Dworze Mazowieckim (1792)
- kościół św. Stanisława Biskupa w Siedlcach
- Pałac w Górze nad Narwią
- plebania księdza Grzegorza Piramowicza w Kurowie koło Puław

Przypisuje się mu również autorstwo projektu kościoła św. Piotra i Pawła w Międzyrzecu Podlaskim. Według jego projektu rozpoczęto też budowę Pałacu Tyszkiewiczów w Warszawie na Krakowskim Przedmieściu (ostatecznie zrealizowano projekt Jana Kamsetzera), oraz przebudowę dawnego pałacu Jana Humańskiego w Warszawie (Miodowa 26, róg Długiej). Był także autorem projektu portyku dobudowanego do pałacu Skórzewskich w Czerniejewie.

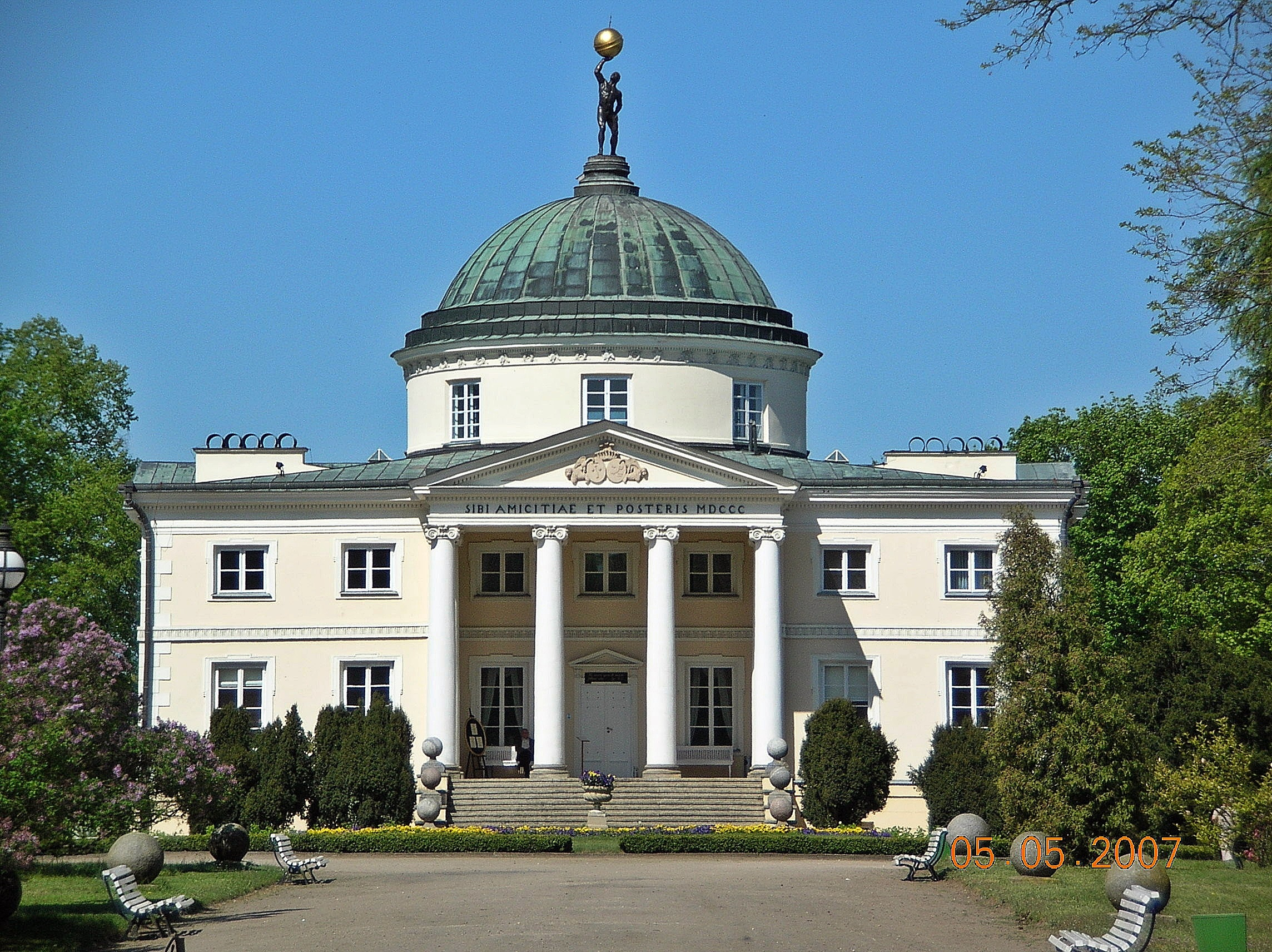
Pałac w Lubostroniu
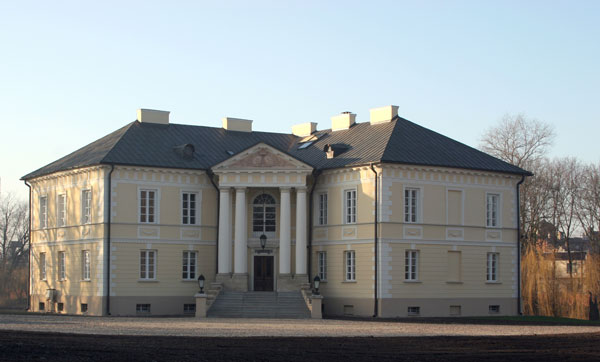
Pałac w Dobrzycy
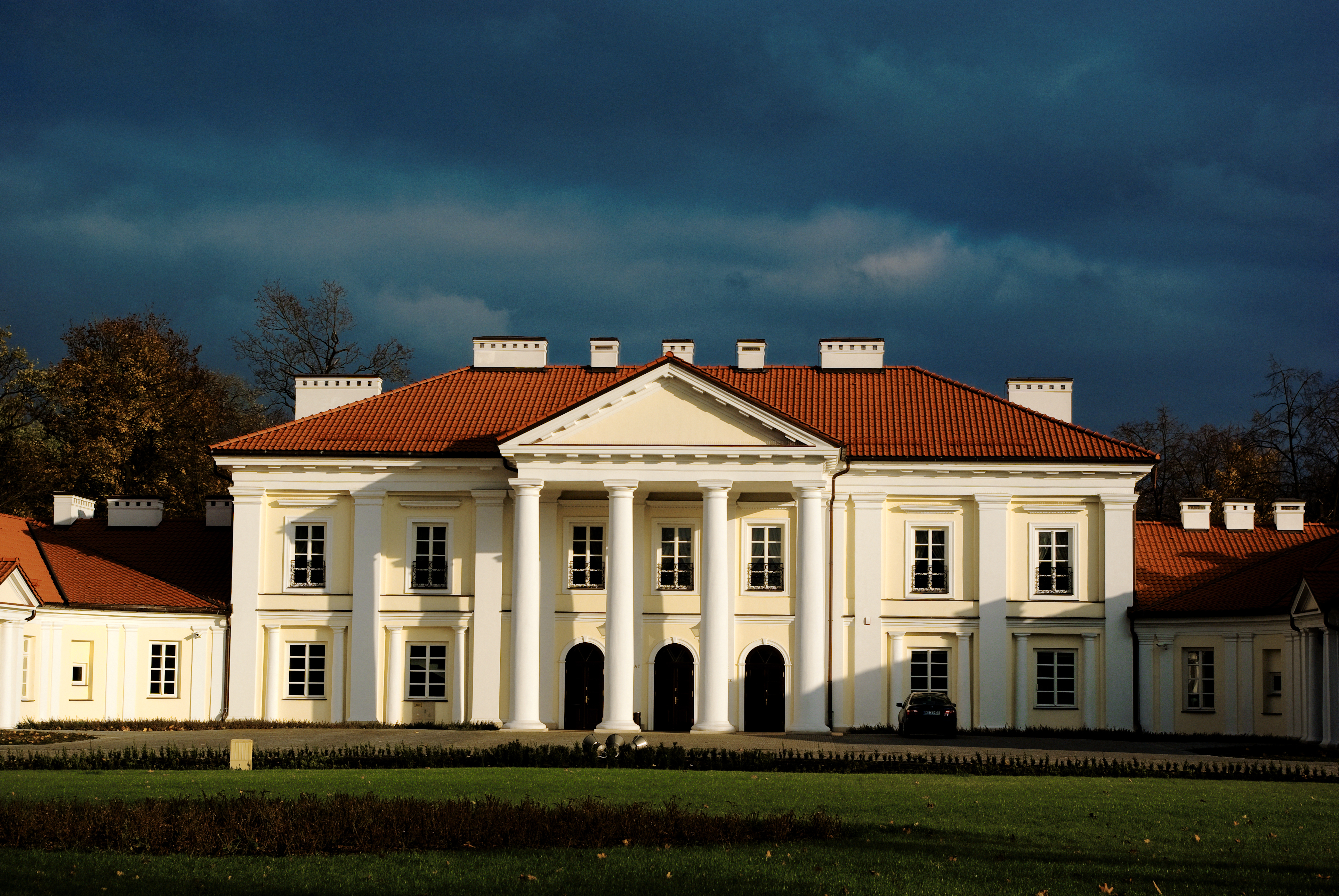
Siedlce - Pałac Ogińskich
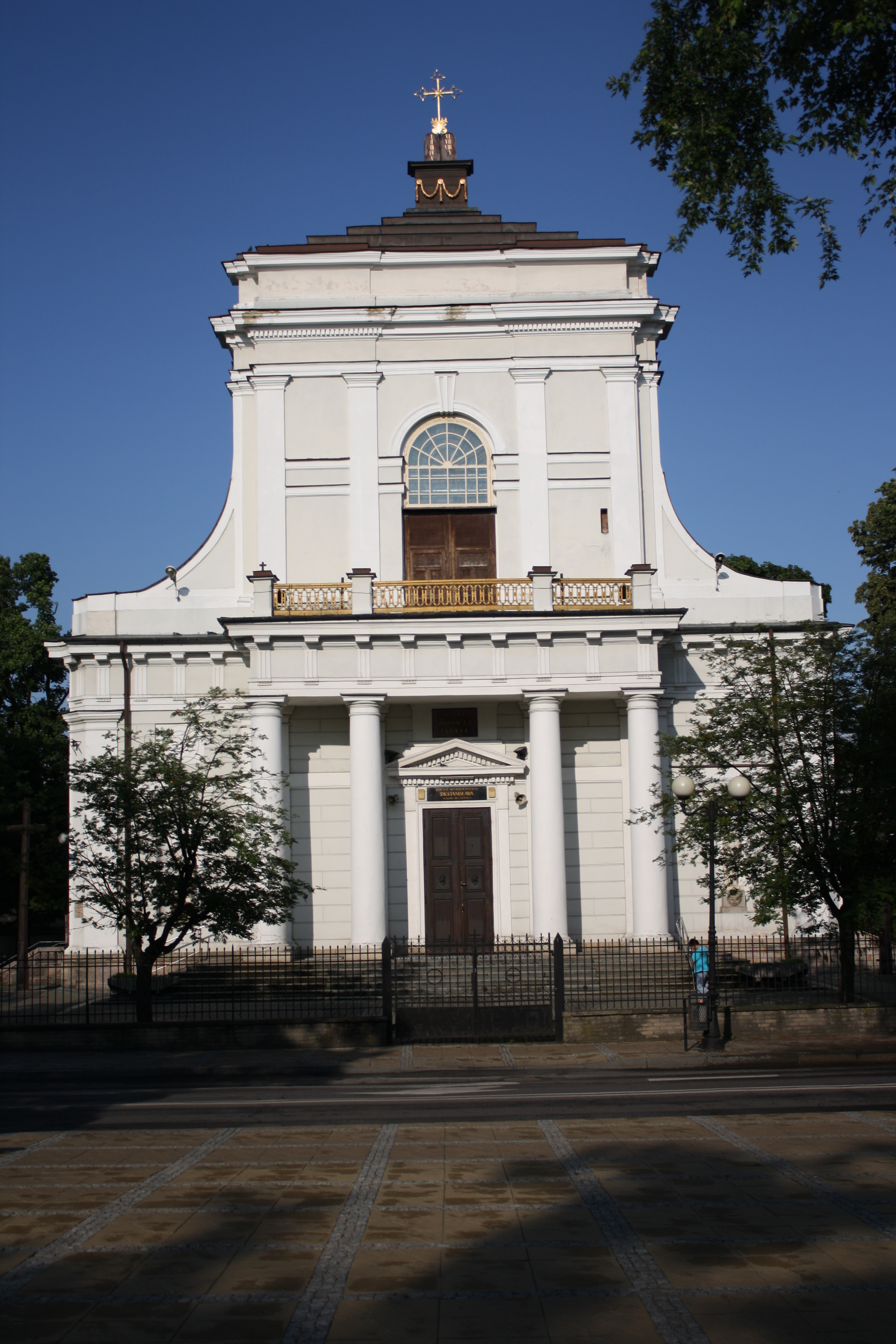
Siedlce - Kościół św. Stanisława
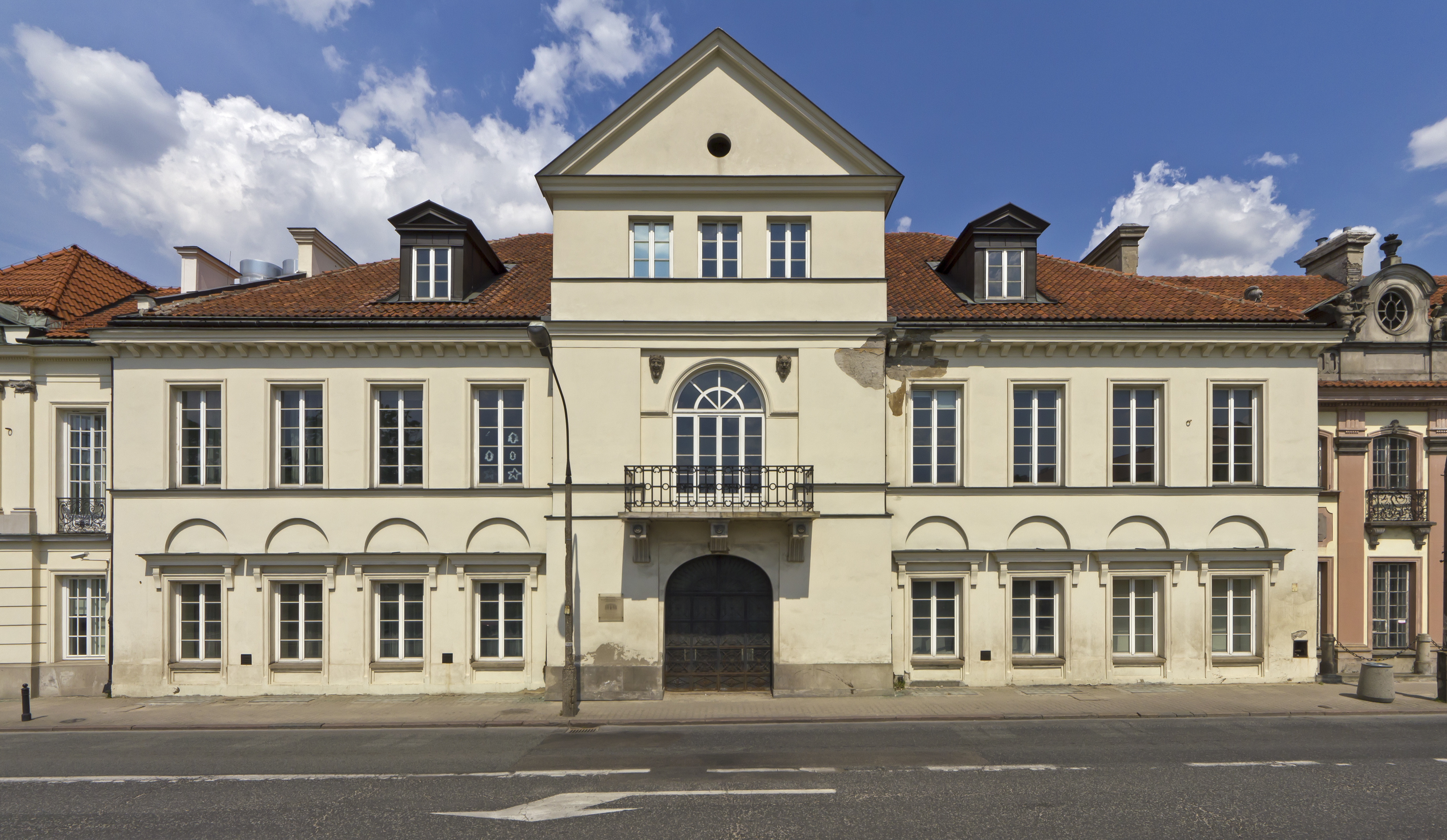
Warszawa - Pałac Szaniawskich
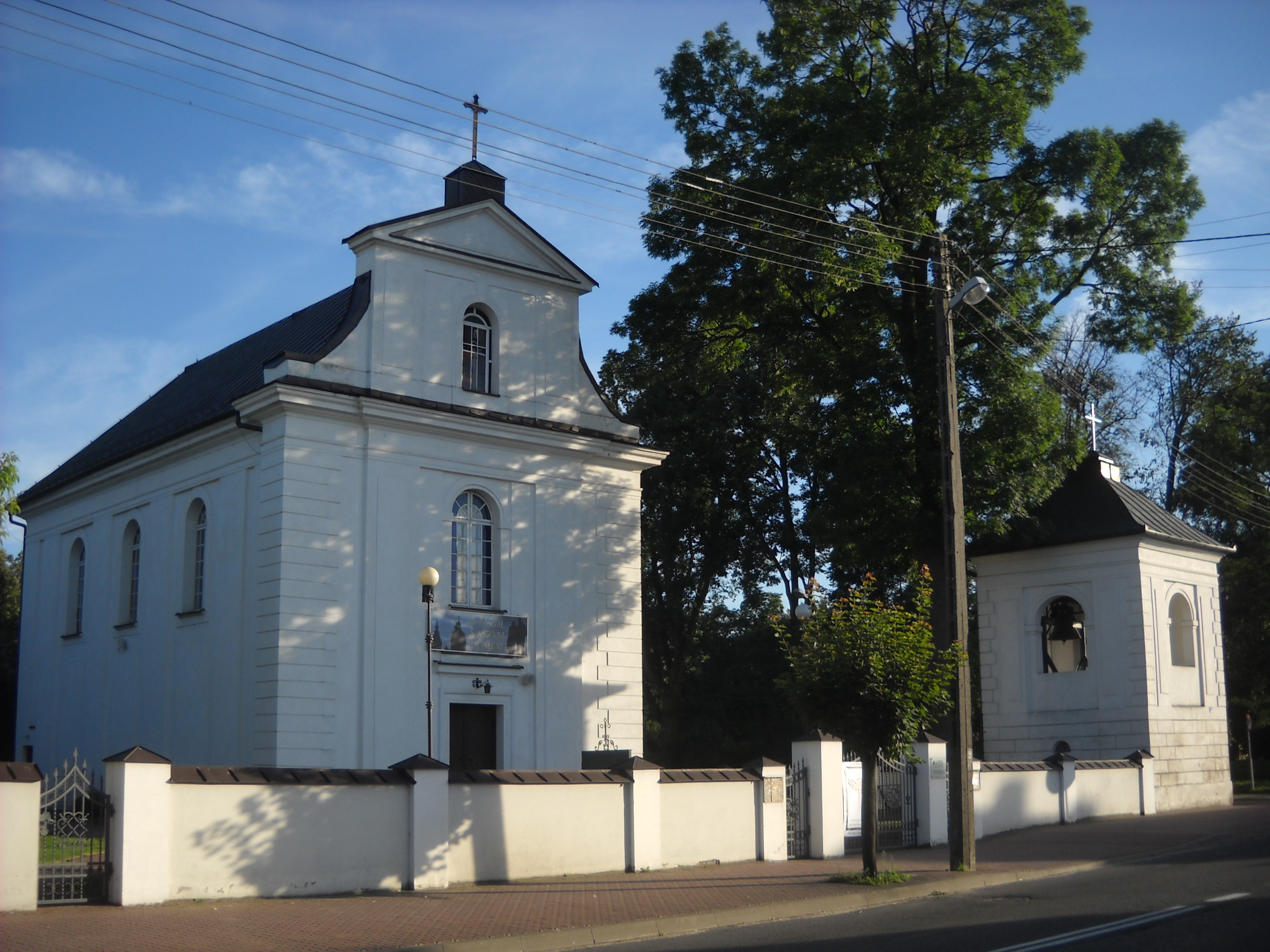
Międzyrzec Podlaski - kościół
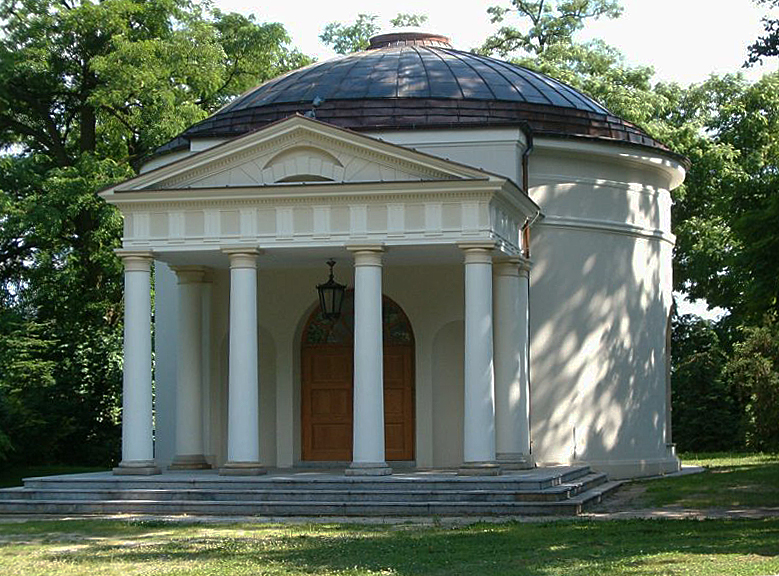
Dobczyca - Panteon
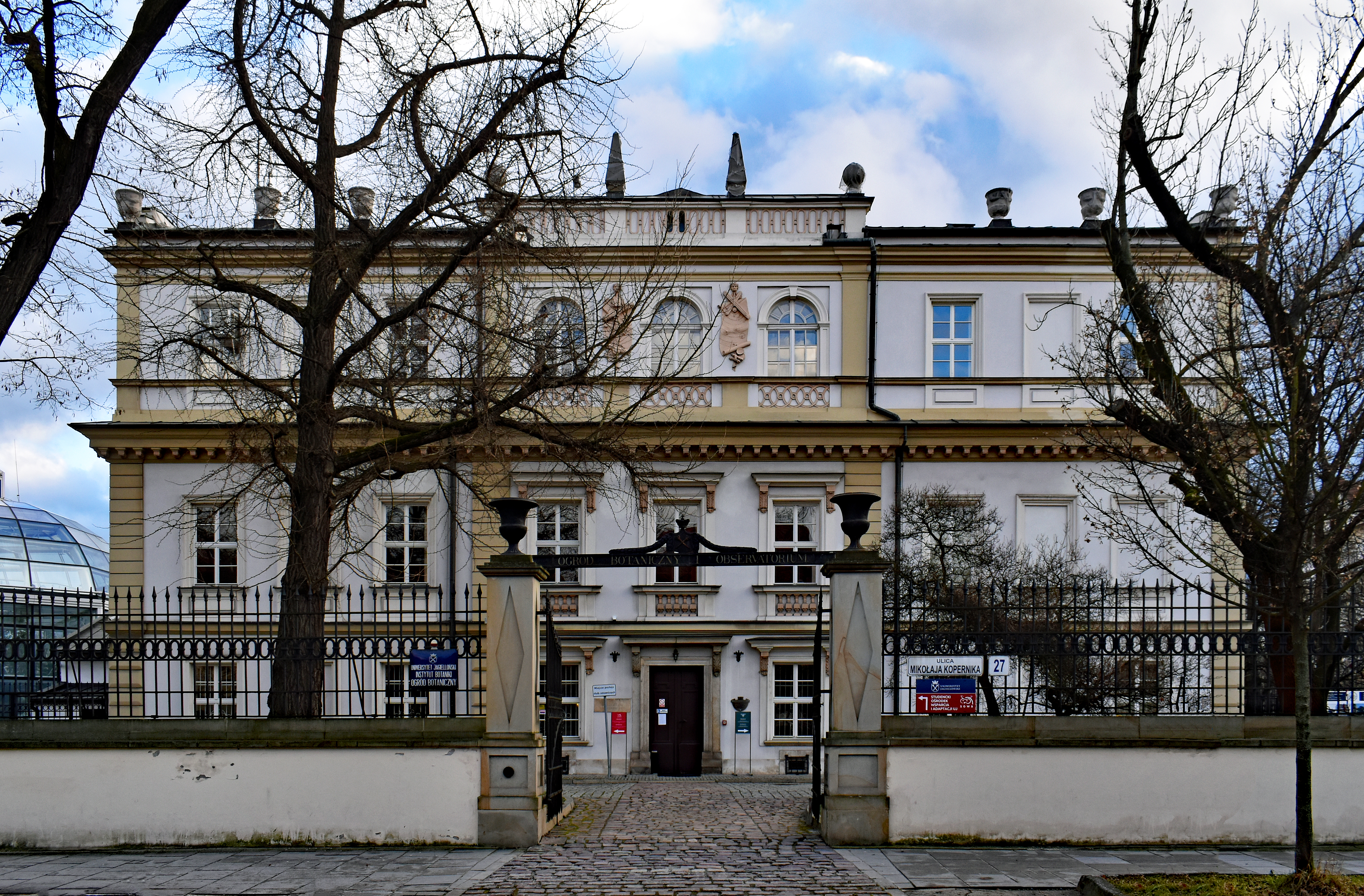
Collegium Śniadeckiego Uniwersytetu Jagiellońskiego, Kraków ul. Kopernika 27
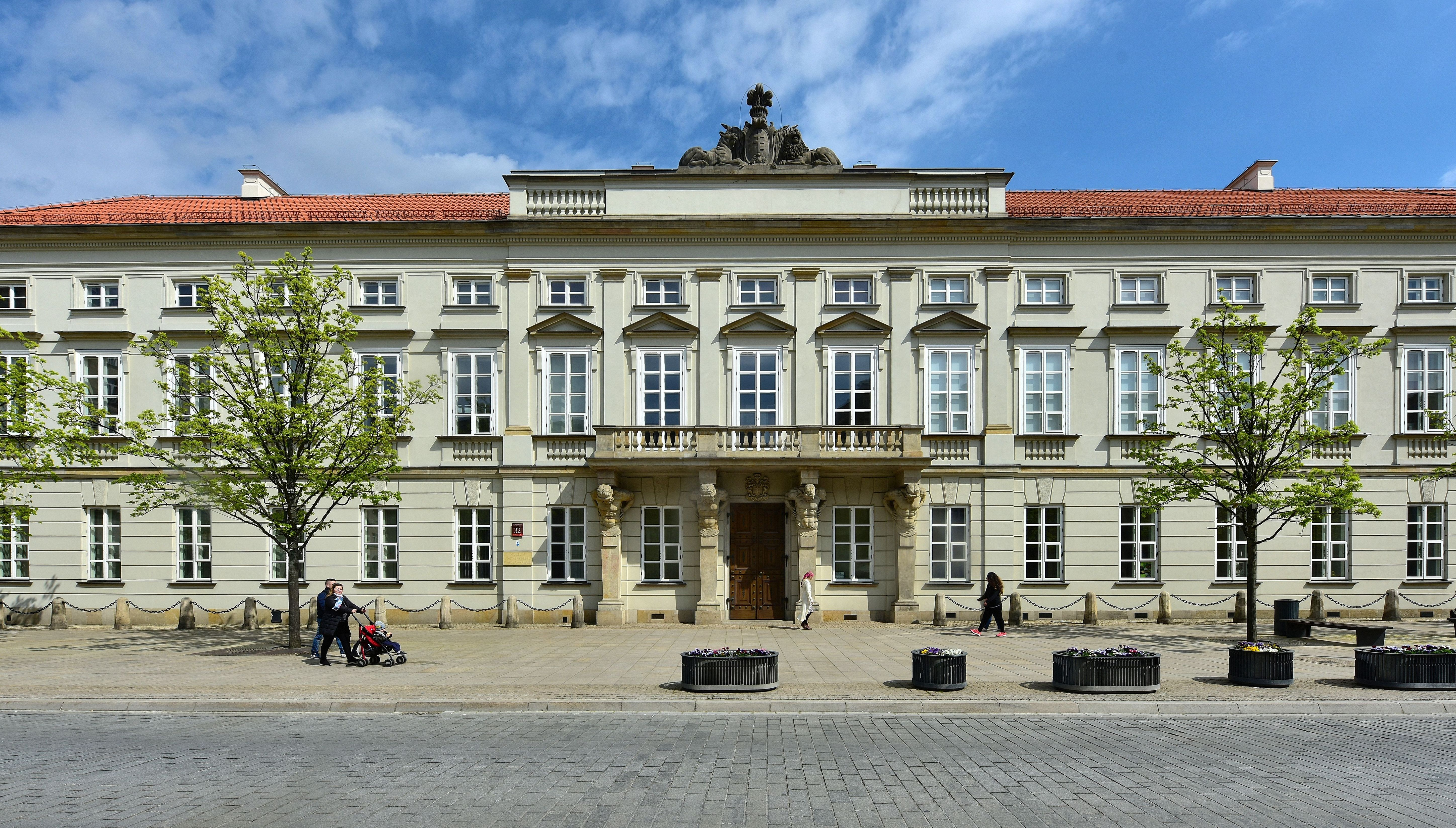
Warszawa - Pałac Tyszkiewiczów
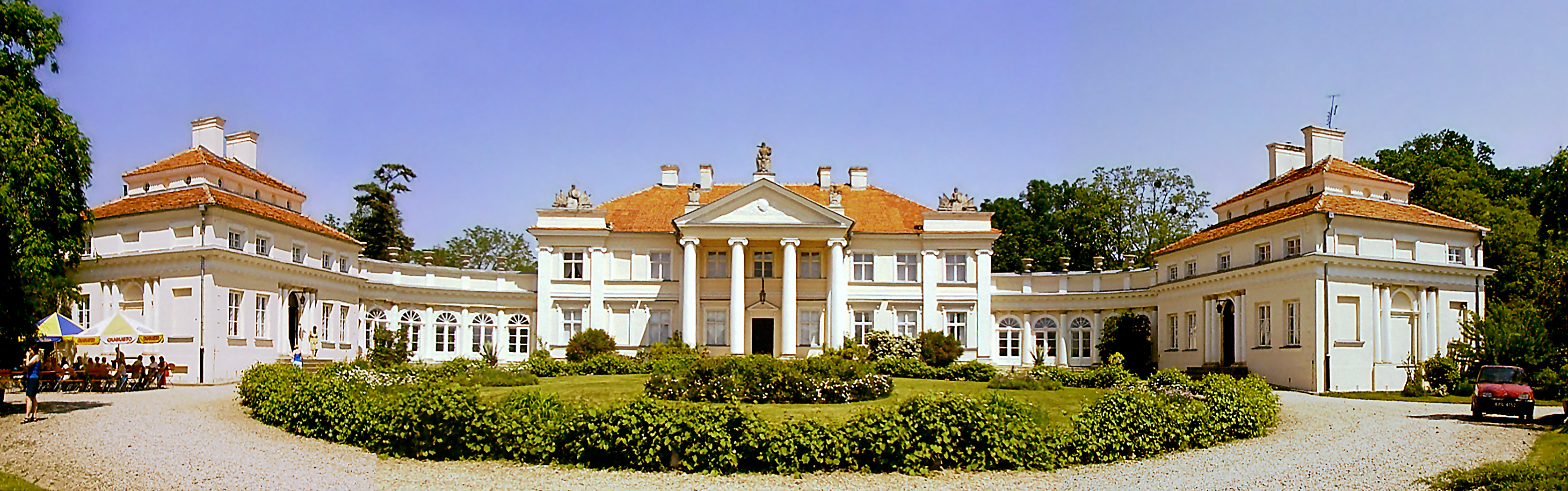
Śmiełów - pałac